# Theodor Waßer
Theodor Waßer (* 23. Mai 1875 in Kirchheim am Ries; † 23. Juli 1952 in Gelsenkirchen) war ein deutscher Architekt.

## Leben
Nach ersten beruflichen Stationen in Stuttgart, Berlin und Hamburg wurde Theodor Waßer 1907 Leiter der Entwurfsabteilung des Hochbauamtes der Stadt Gelsenkirchen. 1912 verließ er die kommunale Bauverwaltung und arbeitete als freier Architekt. Er schuf zahlreiche stadtbildprägende Bauten; in den 1920er Jahren war er neben Josef Franke ein führender Vertreter des regionalen Backsteinexpressionismus. 
Theodor Waßers Sohn Reinhart Waßer (1921–2007) war ebenfalls Architekt. 

## Bauten und Entwürfe (Auswahl)
- 1914: Wohn- und Geschäftshaus für Ernst Nase, Bahnhofstraße 46 in Gelsenkirchen[1]
- 1916–1919: Verwaltungsgebäude für die Gelsenkirchener Gußstahl- und Eisenwerke AG, Bochumer Straße 86 in Gelsenkirchen-Ückendorf (heute: Arbeitsgericht)
- 1921: Wettbewerbsentwurf für das Hans-Sachs-Haus in Gelsenkirchen[2]
- 1922: Wohnhaus für den Verleger Carl Bertenburg, Zeppelinallee 54[3]
- 1923–1924: Wohnhaus für R. Schütz, Prinzenhöhe 22 in Mülheim an der Ruhr[3]
- 1923–1924: Wohnhaus für August Beckbauer, Cranger Straße 51 in Gelsenkirchen-Buer[4]
- 1923–1924: Geschäftshaus Gebrüder Goldblum an der Bahnhofstraße in Gelsenkirchen
- 1924: eigenes Wohnhaus, Am Stadtwald 1 in Gelsenkirchen-Buer
- 1924: Wohnhaus Börstinghaus, Dürerstraße 33 in Gelsenkirchen
- 1925: Regler-Anlage der Städtischen Gaswerke in Gelsenkirchen[3]
- 1925: Umbau der Konditorei Posch an der Bahnhofstraße in Gelsenkirchen[3]
- 1923–1925: städtische Handelsschule, Augustastraße 52–54 in Gelsenkirchen[4]
- 1926–1927: Wohnhaus für den Beamtenwohnungsverein Buer, Erlestraße 77–81 in Gelsenkirchen-Buer
- 1926–1927: Wohn- und Geschäftshaus für den Bauunternehmer Fritz Friese, Hauptstraße 80 / Bismarckstraße 49/51 (am Stern) in Gelsenkirchen[3]
- 1927: Geschäftshaus an der Ringstraße in Gelsenkirchen (zerstört)[5]
- 1927: Wohn- und Geschäftshaus für den Kaufmann Willy Borchers, Hohenzollernstraße / Bulmker Straße in Gelsenkirchen
- 1927: Wohnhaus für E. Goldschmidt, Zeppelinallee 58 in Gelsenkirchen[3]
- 1928: Wohn- und Geschäftshaus für die Fa. Egon und Otto Silberberg, Weberstraße 21 in Gelsenkirchen[4]
- Ausstellungsgebäude der Firma F. Küppersbusch & Söhne AG, Gewerkenstraße in Gelsenkirchen-Schalke
- Wohn- und Geschäftshaus Bartsch, Florastraße / Schalker Straße in Gelsenkirchen